# Holalagunda, Kunigal
Holalagunda là một làng thuộc tehsil Kunigal, huyện Tumkur, bang Karnataka, Ấn Độ.